# Jörgen Smit
Jörgen Smit (Bergen, 21 luglio 1916 – Arlesheim, 10 maggio 1991) è stato un pedagogista norvegese, attivo soprattutto nell'ambito del movimento pedagogico Waldorf e di quello antroposofico. È stato segretario generale della Società Antroposofica in Norvegia, come cofondatore del seminario «Rudolf Steiner» di Järna, in Svezia, intitolato al celebre esoterista austriaco, e come membro della presidenza della Società Antroposofica Universale presso il Goetheanum.

## Vita
Secondo di sette fratelli, Jörgen Smit è cresciuto a Bergen, e successivamente a Oslo. Ha studiato filologia classica a Oslo ed a Basilea; il greco antico era la sua materia principale. Dal 1941 al 1965 ha lavorato come insegnante presso la scuola Rudolf Steiner di Bergen. A fianco della sua attività come insegnante ha iniziato sin da giovanissimo la sua attività di oratore, con un ampio spettro di temi, comunque per lo più legati all'antroposofia e alla pedagogia Waldorf. Dal 1966 al 1975 ha collaborato in maniera determinante per la realizzazione del seminario «Rudolf Steiner» di Järna, occupandosi dell'attuazione del locale seminario di pedagogia. Nel corso di pochi anni è sorto un grande centro antroposofico grazie alla collaborazione con l'artista Arne Klingborg, con l'architetto Erik Asmussen e con l'imprenditore Åke Kumlander.
Nel 1975 venne convocato a Dornach per fare parte della presidenza della Società Antroposofica Universale; lì, accanto alla sua attività di membro della presidenza, condusse la sezione dei giovani e più tardi anche la sezione pedagogica. Più della metà delle 4889 conferenze tenute nel corso della sua vita furono tenute nei 16 anni di permanenza a Dornach, fino alla sua morte nel 1991. Condusse giri di conferenze in tutti i continenti, anche se principalmente in Europa. Le sue opere stampate sono per la maggior parte rielaborazioni di conferenze trascritte.

## Jörgen Smit in Italia
La presenza di Jörgen Smit in Italia va ricordata per rare visite in ambito prevalentemente pedagogico, mentre frequenti sono stati i suoi viaggi estivi di osservazione e approfondimento della natura e della cultura antica, di cui era un profondo conoscitore. Non si ricordano cicli di conferenze da lui tenute in Italia.

## Opere (in italiano)
- L'uomo in divenire, Edizioni Arcobaleno, Venezia, 1998, ISBN 88-88362-47-9
- Meditazione ed esperienza del Christo, Il Capitello del Sole, Venezia, 1992
- Il seme del futuro, Edizioni Arcobaleno, Venezia, ISBN 88-88362-46-0

## Opere (in tedesco)
- Die Auswirkung der Anthroposophie auf verschiedenen Fachgebieten und ihr Verhältnis zur Anthroposophischen Gesellschaft. Natura, Arlesheim 1980
- Geistesschulung und Lebenspraxis. Die Grundstein-Meditation als Zukunftsimpuls. Verlag am Goetheanum, Dornach 1987, ISBN 3-7235-0444-2
- Der Ausbildungsalltag als Herausforderung. Verlag am Goetheanum, Dornach 1989, ISBN 3-7235-0556-2
- Der werdende Mensch. Zur meditativen Vertiefung des Erziehens. Freies Geistesleben, Stuttgart 1989, ISBN 3-7725-0946-0
- Soziales Üben. Verlag am Goetheanum, Dornach 1990, ISBN 3-7235-0560-0
- Meditation und Christus-Erfahrung. Wege zur Verwandlung des eigenen Lebens. Freies Geistesleben, Stuttgart 1990, ISBN 3-7725-1055-8
- Erkenntnisdrama in der Gegenwart. Goethes Faust. Verlag am Goetheanum, Dornach 1991, ISBN 3-7235-0594-5
- Jugend-Anthroposophie. Verlag am Goetheanum, Dornach 1992, ISBN 3-7235-0664-X
- Lebensdrama – Mysteriendrama. Zu Rudolf Steiners Mysteriendramen. Verlag am Goetheanum, Dornach 1993, ISBN 3-7235-0698-4
- Die gemeinsame Quelle von Kunst und Erkenntnis. Verlag am Goetheanum, Dornach 1999, ISBN 3-7235-1043-4